# Entedon cardui
Entedon cardui är en stekelart som beskrevs av Askew 2001. Entedon cardui ingår i släktet Entedon och familjen finglanssteklar.
Artens utbredningsområde är:
- Bulgarien.
- Grekland.
- Spanien.

Inga underarter finns listade i Catalogue of Life.